# بلیلنا
بلیلنا (به لاتین: Belilena) یک منطقهٔ مسکونی در سری‌لانکا است که در سری‌لانکا واقع شده‌است.